# Stictoptera cucullioides
Stictoptera cucullioides är en fjärilsart som beskrevs av Semper. Stictoptera cucullioides ingår i släktet Stictoptera och familjen nattflyn. Inga underarter finns listade i Catalogue of Life.